# Bataille de la Göhrde

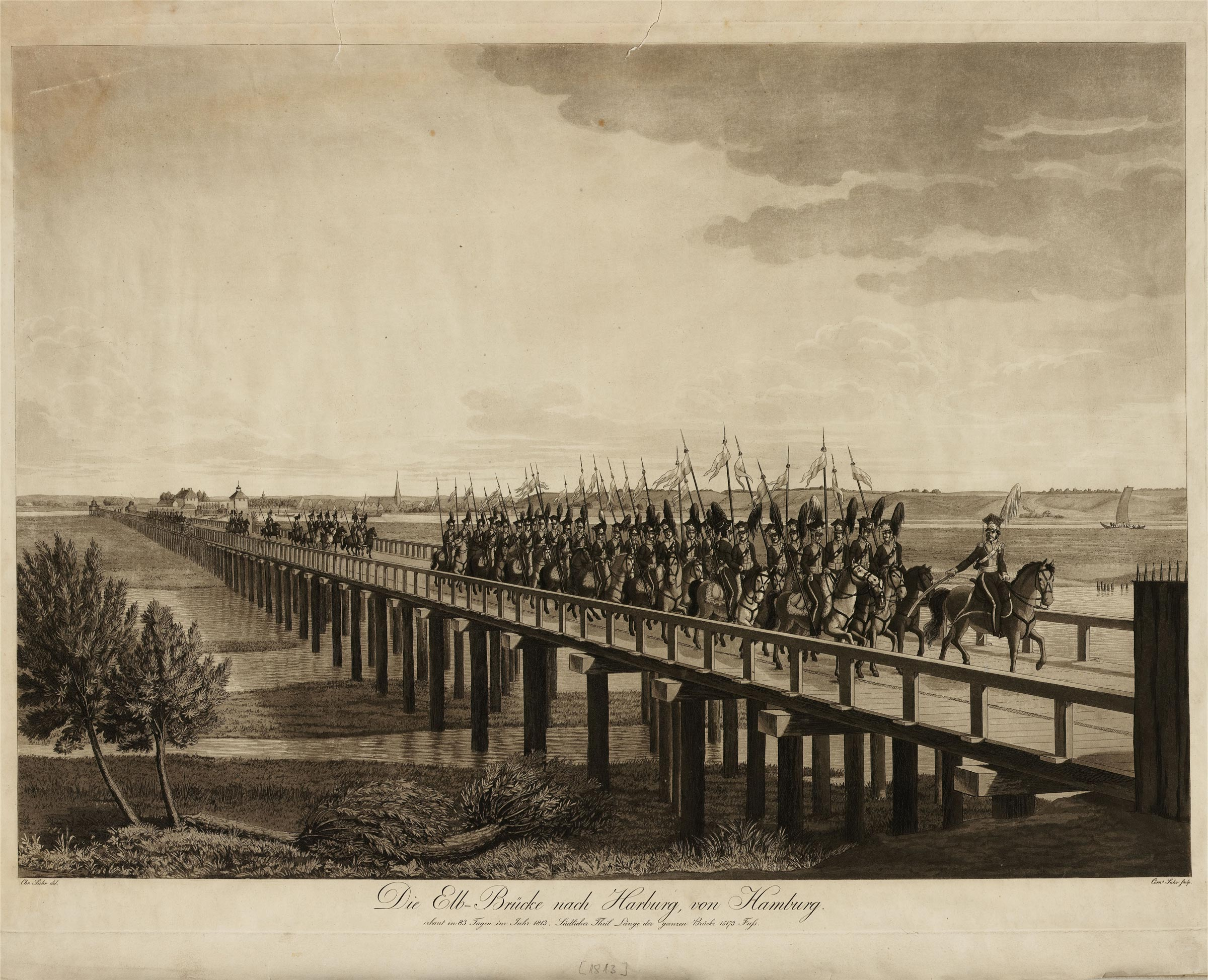
Cavaliers français et polonais traversant le pont de l'Elbe entre Hambourg et Harbourg en 1813. Gravure de Christoffer Suhr, v.1840.

La bataille de la Göhrde est une bataille de la campagne d'Allemagne livrée dans la lande de Göhrde, dans l'actuelle Basse-Saxe, le 16 septembre 1813. Elle oppose un détachement français de l'armée de Hambourg, commandé par le général Pécheux, à un corps de l'armée du Nord de la Sixième Coalition. Elle se termine par la victoire des coalisés.

## Contexte
En août 1813, Napoléon affronte les forces de la Coalition comprenant l'Empire russe, la Suède, le Royaume-Uni, et à laquelle vient de se joindre l'empire d'Autriche. Tandis que la Grande Armée manœuvre en Saxe, la garnison de Hambourg, commandée par Louis-Nicolas Davout, prince d'Eckmühl, tente de maintenir le contact avec le Danemark-Norvège, toujours allié de la France, et de retenir une partie des forces coalisées.
Davout fait avancer ses troupes en Mecklembourg face à l'armée russo-allemande de Ludwig von Wallmoden et envisage de poursuivre son avance vers Berlin pour faire sa jonction avec l'armée d'Oudinot, venue de Saxe. Cependant, le 2 septembre, apprenant la défaite d'Oudinot à la bataille de Gross Beeren (23 août), il décide de se retirer du Mecklembourg. Il fait évacuer Schwerin et Wismar et, laissant une division danoise à Lübeck, envoie un détachement, commandé par le général Pécheux, au sud de l'Elbe, pour rétablir la liaison avec la garnison encerclée de Magdebourg. Pécheux, qui dispose de 5 bataillons d'infanterie, 6 canons et 80 chevaux, se dirige vers Lunebourg. Wallmoden, basé à Schwerin avec 16 000 hommes, décide de l'intercepter. Il lève des recrues dans la Poméranie suédoise et fait jeter un pont vers Dömitz.

## Bataille

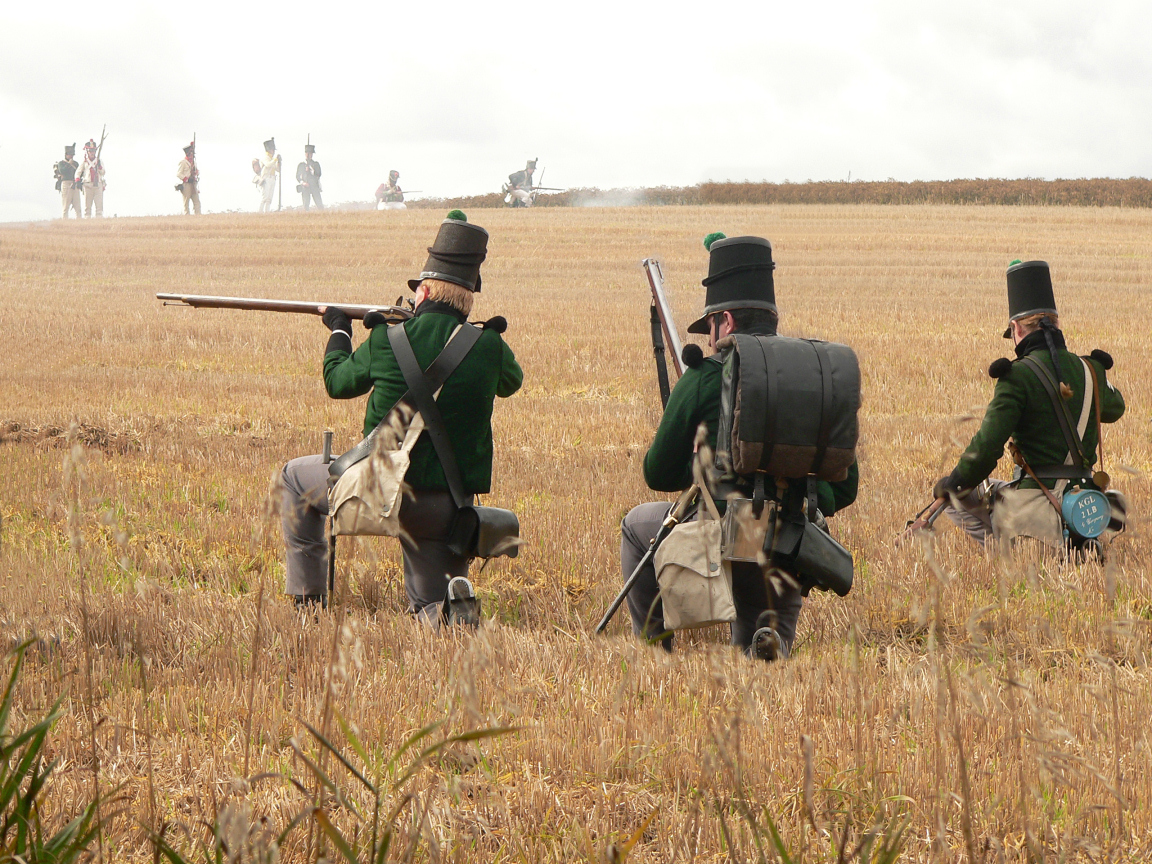
Tirailleurs de la King's German Legion à la bataille de la Göhrde, reconstitution. Photographie : Axel Hindemith, septembre 2013.

Le 16 septembre, Pécheux établit son camp à Dannenberg dans la lande de Göhrde et déploie ses troupes entre les villages d'Oldendorf et Eichdorf. Il fait face au corps du général Tettenborn. Le général suédois Ahrensberg, avec 6 000 fantassins de la légion russo-allemande, entreprend de tourner le corps français par la droite et le général Wilhelm von Dörnberg, avec la cavalerie, à sa droite, tandis que Wallmoden envoie des renforts au centre. Les Français résistent à l'attaque, forment le carré et se replient en bon ordre avec 2 500 hommes. Ils perdent cependant leurs canons, n'ont plus équipage de trait, et 500 hommes tués ou blessés dont le général Miazinsky, fait prisonnier, tandis que les coalisés ont perdu 800 hommes. Les deux armées retournent à leurs positions de départ.
L'armée de Wallmoden comprenait plusieurs unités de volontaires allemands d'origines diverses, dont la King's German Legion, levée dans l'électorat de Hanovre et exilée au Royaume-Uni depuis la conquête de cette principautés par les Français en 1803, la Légion hanséatique, formée au printemps 1813 lors de la révolte des villes libres de Hambourg, Lübeck et Brême contre les Français, et le corps franc Lützow, unité autonome rassemblant des volontaires de toute l'Allemagne. Eleonore Prochaska, une jeune femme qui combattait dans le corps Lützow déguisée en homme, est mortellement blessée à la Göhrde. C'est pendant cette bataille que des fusées Congreve, d'invention anglaise, sont utilisées pour la première fois en Allemagne.

## Conséquences

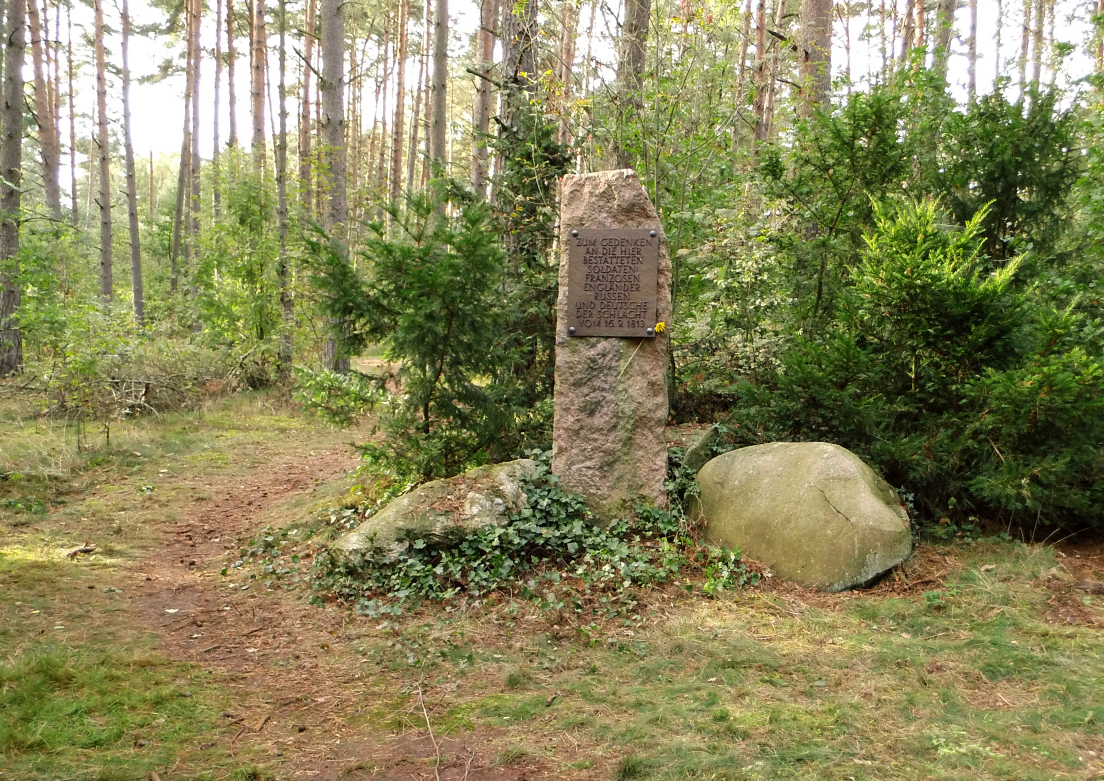
Monument commémoratif marquant une fosse commune de soldats français, anglais, russes et allemands de la bataille de la Göhrde. Photographie : Axel Hindemith, septembre 2013.

Après cette bataille, Davout doit se replier autour de Hambourg et renoncer à rétablir le contact avec les troupes françaises de Magdebourg et de Saxe. Il ne peut empêcher l'Armée du Nord, formée de troupes suédoises, russes et prussiennes, de continuer sa marche vers le sud sous le commandement de Bernadotte, maréchal français devenu régent de Suède et passé à la Coalition : l'Armée du Nord fera sa jonction avec les autres armées coalisées, déterminant la défaite française à la bataille de Leipzig (16-19 octobre 1813).
Tous les deux ans, la bataille de la Göhrde fait l'objet d'une reconstitution en costumes sur le territoire de la commune de Dahlenburg.

## Source, notes et références

### Sources
- (de) Cet article est partiellement ou en totalité issu de l’article de Wikipédia en allemand intitulé « Schlacht an der Göhrde » (voir la liste des auteurs) dans sa version du 6 novembre 2017.
- Frédéric Guillaume de Vaudoncourt, Histoire de la guerre soutenue par les Français en Allemagne en 1813, t.1, Paris, 1819
- Jean Tulard (dir.), L'Europe de Napoléon, Horvath, 1989.